# Квадратно уравнение
Квадратно уравнение в математиката се нарича уравнение от втора степен от вида
{\displaystyle ax^{2}+bx+c=0},
където {\displaystyle x} е неизвестното, а коефициентите {\displaystyle a,b} и {\displaystyle c} са реални или комплексни числа и {\displaystyle a\neq 0}. 
Ако {\displaystyle a\neq 0,c\neq 0} и {\displaystyle b=0} или {\displaystyle a\neq 0,b\neq 0} и {\displaystyle c=0}, уравнението е непълно квадратно, 
а при {\displaystyle a=0} и {\displaystyle b\neq 0} то става линейно.
Лявата страна на квадратното уравнение
{\displaystyle ax^{2}+bx+c}
е многочлен (полином) от втора степен и се нарича квадратен тричлен.
Корен на квадратното уравнение {\displaystyle ax^{2}+bx+c=0} е всяка стойност на неизвестното {\displaystyle x}, за която се изпълнява равенството. Тази стойност се нарича още корен на квадратния тричлен {\displaystyle ax^{2}+bx+c}.
Елементите на квадратното уравнение имат свои имена:
- {\displaystyle a} се нарича първи или водещ коефициент,
- {\displaystyle b} се нарича втори, среден коефициент или коефициент на {\displaystyle x},
- {\displaystyle c} се нарича свободен член.

Нормирано уравнение или приведено в нормиран вид е квадратно уравнение, в което водещият коефициент е равен на единица {\displaystyle a=1}. Привеждането се извършва чрез разделяне на цялото уравнение на водещия коефициент {\displaystyle a}:
{\displaystyle x^{2}+px+q=0,\quad p={\dfrac {b}{a}},\quad q={\dfrac {c}{a}}}.

## Решаване на квадратни уравнения
Решаването на квадратното уравнение, както на всяко уравнение, се заключава в изчисляване на неговите корени. Това може да стане по различни методи и начини за различни случаи.

### I метод. Обща формула за изчисляване на корени с дискриминанта
Пълното квадратно уравнение се решава по следния начин:
{\displaystyle ax^{2}+bx+c=0}
{\displaystyle ax^{2}+bx=-c}
Умножава се всяка част на {\displaystyle 4a} и се прибавя {\displaystyle b^{2}}:
{\displaystyle 4a^{2}x^{2}+4abx+b^{2}=-4ac+b^{2}}
{\displaystyle (2ax+b)^{2}=b^{2}-4ac}.
Дискриминанта на квадратното уравнение {\displaystyle ax^{2}+bx+c=0} се нарича величината {\displaystyle {\mathcal {D}}=b^{2}-4ac}.
- За случая {\displaystyle {\mathcal {D}}>0}

{\displaystyle 2ax+b=\pm {\sqrt {b^{2}-4ac}}}
{\displaystyle 2ax=-b\pm {\sqrt {b^{2}-4ac}}}
{\displaystyle x_{1,2}={\frac {-b\pm {\sqrt {b^{2}-4ac}}}{2a}}} (1)
{\displaystyle x_{1,2}={\frac {-b\pm {\sqrt {\mathcal {D}}}}{2a}}.}
- Формулата за случая {\displaystyle {\mathcal {D}}=0} е частен случай на формула (1):

{\displaystyle x={\frac {-b\pm {\sqrt {\mathcal {D}}}}{2a}}={\frac {-b\pm {\sqrt {0}}}{2a}}=-{\frac {b}{2a}}.}
- За случая {\displaystyle {\mathcal {D}}<0} квадратният корен от отрицателно число не е реално число. Уравнението няма реални корени и решението се получава от формула (1) във вид на два комплексни корена:

{\displaystyle x_{1,2}={\frac {-b\pm j{\sqrt {\mathcal {D}}}}{2a}}}       . (2)
| Условие     | {\displaystyle {\mathcal {D}}>0}                                       | {\displaystyle {\mathcal {D}}=0}    | {\displaystyle {\mathcal {D}}<0}                                              |
| Брой корени | Два различни реални корена                                             | Един двоен корен (два равни корена) | Няма реални корени – 2 комплексни корена                                      |
| Формула     | {\displaystyle x_{1,2}={\frac {-b\pm {\sqrt {\mathcal {D}}}}{2a}}} (1) | {\displaystyle x=-{\frac {b}{2a}}}  | {\displaystyle x_{1,2}={\frac {-b\pm j{\sqrt {\|{\mathcal {D}}\|}}}{2a}}} (2) |

Следствия:
- тричленът {\displaystyle ax^{2}+bx+c} е идеален квадрат на сума или разлика тогава и само тогава, когато {\displaystyle {\mathcal {D}}=0};
- Дискриминантата може да се намери с формулата: {\displaystyle {\mathcal {D}}=a^{2}\left(x_{+}-x_{-}\right)^{2}};
- {\displaystyle x_{\pm }={\frac {2c}{-b\mp {\sqrt {\mathcal {D}}}}}}.

Този метод е универсален, но не единствен.

### II метод. Съкратена формула при четен коефициентb
За уравнения от вида
{\displaystyle ax^{2}+2kx+c=0},
където {\displaystyle k={\frac {b}{2}}}, тоест за четно {\displaystyle b}, вместо формула (1) за намиране на корените е възможно да се използват по-прости изрази.
Забележка: Формулите по-долу за ненормирано и нормирано квадратно уравнение могат да бъдат получени след заместване на израза {\displaystyle b=2k} в стандартните формули чрез прости преобразования. По-удобно е да се изчисли стойността на четвърт дискриминанта {\displaystyle {\frac {D}{4}}}, при което всички необходими свойства са запазени.
| Дискриминанта                            | Дискриминанта                           | Корени | Корени                                                         | Корени                                           |
| ненормирано                              | нормирано                               | D > 0  | ненормирано                                                    | нормирано                                        |
| ---------------------------------------- | --------------------------------------- | ------ | -------------------------------------------------------------- | ------------------------------------------------ |
| {\displaystyle {\frac {D}{4}}=k^{2}-ac}; | {\displaystyle {\frac {D}{4}}=k^{2}-c}. | D > 0  | {\displaystyle x_{1,2}={\frac {-k\pm {\sqrt {k^{2}-ac}}}{a}};} | {\displaystyle x_{1,2}=-k\pm {\sqrt {k^{2}-c}}}. |
| {\displaystyle {\frac {D}{4}}=k^{2}-ac}; | {\displaystyle {\frac {D}{4}}=k^{2}-c}. | D = 0  | {\displaystyle x={\frac {-k}{a}}}                              | {\displaystyle x=-k}                             |

### III метод. Решаване на непълни квадратни уравнения
Използва се специален подход за решаване на „непълни“ квадратни уравнения. Разглеждат се три възможни ситуации.
| b = 0; c = 0 | b = 0; c ≠ 0 | b ≠ 0; c = 0 |
| --- | --- | --- |
| {\displaystyle {\begin{alignedat}{2}ax^{2}&=0,\\x^{2}&=0,\\x&=0.\end{alignedat}}} (Процесът на преобразуване е специално показан в детайли; на практика може веднага да се премине към последното равенство.) | {\displaystyle {\begin{aligned}ax^{2}+c&=0,\\ax^{2}&=-c,\\x^{2}&=-{\dfrac {c}{a}},\\x_{1,2}&=\pm {\sqrt {-{\dfrac {c}{a}}}}.\end{aligned}}}Ако {\displaystyle -{\dfrac {c}{a}}>0}, тогава уравнението има два реални корена (различни по знак) и ако {\displaystyle -{\dfrac {c}{a}}<0}, тогава уравнението няма реални корени. | {\displaystyle {\begin{aligned}ax^{2}+bx&=0,\\x(ax+b)&=0,\end{aligned}}} {\displaystyle x=0} или {\displaystyle ax+b=0,}{\displaystyle x_{1}=0,\quad x_{2}=-{\dfrac {b}{a}}.} Такова уравнение „непременно има два реални корена“, като единият от тях винаги е равен на нула. |

### IV метод. Използване на частни съотношения на коефициенти
Има специални случаи на квадратни уравнения, в които коефициентите са във връзка един с друг, което ги прави много по-лесни за решаване.

#### Корени на квадратно уравнение, в което сборът от водещия коефициент и свободния член е равен на втория коефициент
Ако в квадратно уравнение {\displaystyle ax^{2}+bx+c=0} сборът от първия коефициент и свободния член е равен на втория коефициент {\displaystyle a+c=b}, тогава корените на уравнението са {\displaystyle -1} и числото, противоположно на отношението на свободния член към водещия коефициент {\displaystyle -{\frac {c}{a}}}.
От това следва, че преди решаването на всяко квадратно уравнение е препоръчително да се провери възможността за прилагане на тази теорема към него: сравнява се сумата от водещия коефициент и свободния член с втория коефициент.

#### Корени на квадратно уравнение, чиято сума от всички коефициенти е нула
Ако в едно квадратно уравнение сумата от всички коефициенти е равна на нула {\displaystyle a+b+c=0}, тогава неговите корени са {\displaystyle 1} и съотношението на свободния член към водещия коефициент {\displaystyle {\frac {c}{a}}}.
От това следва, че преди да се реши уравнение с помощта на стандартни методи, е препоръчително да се провери приложимостта на тази теорема към него, а именно дали сумата от всичките му коефициенти не е равна на нула.
| Съотношение на коефициентите                     | {\displaystyle x_{1}} | {\displaystyle x_{2}}           |
| {\displaystyle a+c=-b} {\displaystyle (a+b+c=0)} | {\displaystyle 1}     | {\displaystyle {\frac {c}{a}}}  |
| {\displaystyle a+c=b}                            | {\displaystyle -1}    | {\displaystyle -{\frac {c}{a}}} |

### V метод. Разлагане на квадратния тричлен на линейни множители
Ако квадратният тричлен :{\displaystyle f(x)=ax^{2}+bx+c} има неотрицателна дискриминанта, той се разлага на линейни множители по следния начин:
{\displaystyle f(x)=a(x-x_{1})(x-x_{2}),}
където {\displaystyle x_{1},x_{2}} са корените на уравнението {\displaystyle f(x)=0}.
Ако дискриминантата на квадратния тричлен е отрицателна, той не може да се разложи на линейни множители с реални коефициенти. В този случай казваме, че квадратният тричлен е неразложим.
Членът {\displaystyle x-r} е множител на квадратния тричлен
{\displaystyle ax^{2}+bx+c\,\!}
тогава и само тогава, когато {\displaystyle r} е корен на квадратното уравнение
{\displaystyle ax^{2}+bx+c=0.\,\!}
Това следва от формулата за разлагане на квадратно уравнение на множители
{\displaystyle ax^{2}+bx+c=a\left(x-{\frac {-b+{\sqrt {b^{2}-4ac}}}{2a}}\right)\left(x-{\frac {-b-{\sqrt {b^{2}-4ac}}}{2a}}\right),\,\!}
или при {\displaystyle a=1}
{\displaystyle x^{2}+bx+c=\left(x-{\frac {-b+{\sqrt {b^{2}-4c}}}{2}}\right)\left(x-{\frac {-b-{\sqrt {b^{2}-4c}}}{2}}\right).\,\!}
В специалния случай, когато квадратното уравнение има един двоен корен, т.е. дискриминантата е нула, квадратният тричлен може да се разложи на множителите:
{\displaystyle ax^{2}+bx+c=a\left(x+{\frac {b}{2a}}\right)^{2}.\,\!}
Така чрез разлагане на квадратния тричлен на линейни множители решаването на квадратното уравнение се свежда до решаването на линейни уравнения.

### VI метод. Допълване до точен квадрат на нормирано уравнение
Уравнението
{\displaystyle x^{2}+px+q=0\quad }
се решава чрез допълване до точен квадрат. Това е често прилаган в практиката метод, както при пълното квадратно уравнение (I метод):
{\displaystyle x^{2}+px+{\frac {p^{2}}{4}}-{\frac {p^{2}}{4}}+q=0\quad }
{\displaystyle x^{2}+px+{\frac {p^{2}}{4}}={\frac {p^{2}}{4}}-q\quad }
{\displaystyle \left(x+{\frac {p}{2}}\right)^{2}={\frac {p^{2}}{4}}-q\quad }
{\displaystyle x+{\frac {p}{2}}=\pm {\sqrt {{\frac {p^{2}}{4}}-q}}\quad }
{\displaystyle x=-{\frac {p}{2}}\pm {\sqrt {{\frac {p^{2}}{4}}-q}}\quad }
Ако в реалния случай тук се получи под корена отрицателно число, последните две стъпки естествено не са допустими. В този случай на третия ред се вижда, че не може да има реално решение, защото дясната страна е отрицателна, а лявата като квадрат не е отрицателна.
Методът може да се разглежда като частен случай на разлагане на квадратния тричлен на еднакви линейни множители.

### VII метод. Формули на Виет
Полезни връзки между корените и коефициентите на квадратното уравнение са установени от френския математик Франсоа Виет през XVII в. и поради това носят неговото име.
Права теорема на Виет: Ако {\displaystyle x_{1}} и {\displaystyle x_{2}} са корените на квадратното уравнение 
{\displaystyle ax^{2}+bx+c=0}, то
{\displaystyle x_{1}+x_{2}=-{\frac {b}{a}}},
Обратна теорема на Виет: Ако числата {\displaystyle x_{1}} и {\displaystyle x_{2}} са такива, че {\displaystyle x_{1}+x_{2}=p} и {\displaystyle x_{1}.x_{2}=q}, то тези числа са корени на уравнението {\displaystyle x^{2}-px+q=0}.

### VIII метод. Преобразуване със заместване
По своята същност този метод е просто модификация на теоремата на Виет.
Методът „Преобразуване със заместване“ е привеждане на уравнение, което не може да се преобразува така, че всичките му коефициенти да останат цели, към нормирано квадратно уравнение с цели коефициенти чрез смяна на променливата:
1) Умножават се двете части на уравнението по водещия коефициент {\displaystyle a}:
{\displaystyle ax^{2}+bx+c=0\quad \mid \;\cdot a,}
{\displaystyle (ax)^{2}+b(ax)+ac=0;}
2) Замества се {\displaystyle ax\colon =y}
{\displaystyle y^{2}+by+ac=0.}
Решава се полученото уравнение спрямо {\displaystyle y} по описания метод за нормирано уравнение и после се намира {\displaystyle x={\frac {y}{a}}}.

## Графично решение на квадратно уравнение
Корените на квадратното уравнение
{\displaystyle ax^{2}+bx+c=0,\,}
са и нули на квадратната функция
{\displaystyle f(x)=ax^{2}+bx+c,\,}
тъй като те са стойности на x, за които
{\displaystyle f(x)=0.\,}
Ако {\displaystyle a,b} и {\displaystyle c} са реални числа и дефиниционната област на {\displaystyle f} е множеството на реалните числа, тогава нулите на {\displaystyle f} са абсцисите на точките, в които графиката на функцията {\displaystyle f} пресича оста {\displaystyle x}. От горното следва, че ако дискриминантата е положителна, графиката пресича оста {\displaystyle x} в две точки; ако тя е нула, графиката се допира до оста {\displaystyle x} в една точка и ако е отрицателна, графиката не пресича оста {\displaystyle x}.

## Уравнения, които се свеждат към квадратни

### Алгебрични
Уравнения от висока степен като
{\displaystyle 2x^{6}+3x^{3}+5=0}
могат да се сведат до квадратни уравнения
{\displaystyle 2u^{2}+3u+5=0},
където
{\displaystyle u=x^{3}}.
Забележително е, че най-високата степен е равна на удвоената степен на средния член. Полученото квадратно уравнение може да се реши директно или с проста субституция, като се използват методите за решаване на квадратни уравнения като разлагане на множители, допълване до точен квадрат и др.
Най-общо, ако полиномът е квадратен тричлен относно някоя променлива {\displaystyle u}, където
{\displaystyle u=x^{n}},
тогава квадратното уравнение може да помогне, за да се реши уравнението от високата степен.
Методът е особено популярен при решаване на биквадратно уравнение (уравнение с едно неизвестно на четвърта и втора степен: {\displaystyle n=2} и {\displaystyle u=x^{2}}).